# 特殊電極
特殊電極株式会社（とくしゅでんきょく）は、特殊溶接工事の施工サービス、特殊溶接材料・トッププレートなど特殊材料、環境関連装置の製造販売を行う日本の企業である。

## 沿革
特殊電極株式会社 70周年特設サイト
1933年2月、特殊溶接棒製作所として兵庫県尼崎市昭和通で創業し、特殊アーク溶接棒及びガス溶接棒の製造販売を開始する。